# Klaverjassen

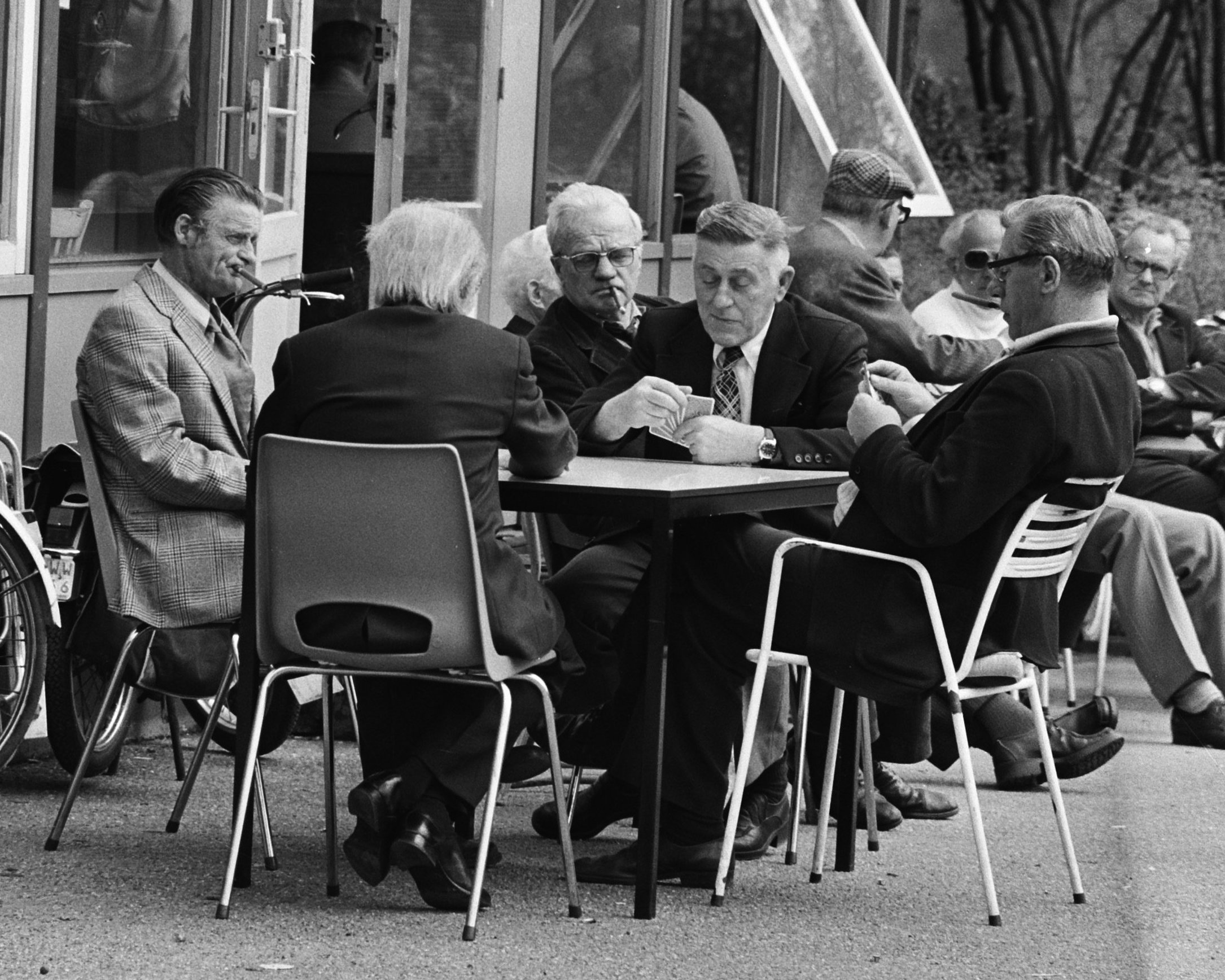
Klaverjassende heren in het Vondelpark

Klaverjassen is een kaartspel dat gespeeld wordt door vier personen in twee paren. De twee tegenover elkaar zittende personen vormen een team. Het gaat dus om twee tegen twee. In Frankrijk en Noord-Amerika zijn vergelijkbare spellen bekend onder respectievelijk de namen Belote en Tarbish. In Zwitserland is het afgeleide spel "Jass" zeer populair. De Nederlandse naam is afgeleid van het oude begrip jas, dat staat voor de boer als hoogste troef (van de Franse term 'jacques' voor 'boer'). Hoewel klaverjassen doorgaans met vier spelers wordt gespeeld, bestaan er ook varianten die gespeeld worden door twee, drie of vijf personen.
De naam klaverjassen is vroeger ook gebruikt voor een ander kaartspel, het vijfhonderden.
In klaverjassen worden ook competities opgezet waarbij om prijzen wordt gespeeld.

## Geven
Alleen de piketkaarten worden gebruikt: de 32 kaarten van 7 en hoger, inclusief de azen. De kaarten worden kloksgewijs gedeeld, iedere speler ontvangt er acht, meestal wordt er 3-2-3 gedeeld of anders 4-4 (één voor één delen wordt als not done beschouwd). Een complete wedstrijd bestaat uit zestien spellen (boompje) waarbij alle vier spelers vier keer delen. Een andere veel gespeelde variant is dat er gespeeld wordt totdat een van de paren 1500 punten vergaard heeft. In de praktijk komt dit vaak op hetzelfde neer.

## Twee hoofdvarianten in de regels van het bekennen
Klaverjassen wordt in huiselijke kring voornamelijk in twee varianten gespeeld: Amsterdams en Rotterdams. Deze varianten hebben betrekking op de verschillende opvattingen over de troefplicht (zie beneden):
- Amsterdams gaat ervan uit, dat men van de plicht tot in/overtroeven wordt ontslagen als de slag aan de maat ligt (zie verder onder troefplicht). Amsterdams klaverjassen heeft behoefte aan meer teamwerk.
- De Rotterdamse opvatting zegt dat men een maatslag moet introeven of overtroeven als men niet kan bekennen.

Deze Amsterdamse en Rotterdamse variant kan men spelen in combinatie met onderstaande varianten, die betrekking hebben op het bieden, bepalen van de troefkleur en/of puntentelling. Men kan dus Utrechts/Amsterdams, Utrechts/Rotterdams, Verplicht spelen/Amsterdams, Verplicht spelen/Rotterdams, Leids/Amsterdams (maar meestal Leids/Rotterdams), Kraken/Amsterdams of kraken/Rotterdams spelen, maar altijd moet men een keuze maken tussen de Amsterdamse en Rotterdamse opvatting.

## Varianten in het bieden
Als de kaarten zijn gegeven, wordt bepaald welke partij het spel opneemt en welke kleur troef wordt. Dit kan op verschillende manieren.

### Klassiek
Als traditioneel "gedraaid" wordt, wordt bij aanvang van ieder spel een troefkleur bepaald, meestal door een van de niet gebruikte kaarten (de zogenoemde "draaikaarten", de niet gebruikte kaarten 2 tot en met 6) om te draaien. Tijdens het eerste spel is de troefkleur altijd klaveren.
Beginnend bij de speler links van de deler wordt er gezegd of er wordt gespeeld of gepast. Deze bieding bestaat uit de mededeling "pas" of "speel". Als een speler "speelt" dan hoeft de volgende speler niets meer te zeggen. Als iemand speelt, dan gaat hij ervan uit dat hij samen met zijn partner meer dan de helft van het aantal punten in dat spel zal behalen. De twee andere spelers zullen dit proberen te verhinderen.
Wanneer er rondgepast wordt, dat wil zeggen alle vier spelers passen, zijn er meerdere mogelijkheden. De eerste is dat dan de volgende kaart wordt gedraaid en er op die kleur geboden wordt. Is deze kleur al geweest, wordt de volgende kaart gedraaid, tot eventueel de derde en de vierde kleur.
Een andere mogelijkheid is, dat als op de eerste kleur wordt rondgepast, de gever dan wel diens voorhand verplicht speelt; hij of zij noemt een kleur en speelt daarop. Het gevolg daarvan is, dat die persoon een klein voordeeltje heeft; als hij op de gedraaide kleur kan spelen, maar een alternatieve tweede kleur heeft die net zo goed of beter is, dan zal hij passen op de eerste kleur. Speelt iemand op de eerste kleur, dan zit hij goed tegen en maakt hij een goede kans de tegenspeler nat te spelen. Speelt niemand op die kleur, dan kan hij zijn tweede kleur troef maken. Hij loopt dus zo minder risico.
Tot slot kan ervoor gekozen worden voor de "verplichte draai". Dit wil zeggen dat, nadat er rondgepast is op de eerste kleur, degene die "ervoor zit" (de persoon naast de deler) verplicht moet spelen op de eerstvolgende draaikaart. Van tevoren moet men afspreken of er doorgedraaid wordt als dezelfde kleur weer gedraaid wordt. Deze afspraak kan grote invloed hebben op de keuze om wel of niet te spelen. Immers, wanneer er doorgedraaid wordt, wordt het aantal troefmogelijkheden tot slechts drie gereduceerd.

### Verplicht spelen
Bij verplicht spelen of Utrechts kiest de voorhand van de gever een troefkleur en komt uit. Het is een simpel systeem met als voordeel dat er meteen een kleur wordt gekozen, zonder dat andere spelers een bieding (pas) hoeven te doen. Dit kan soms discussies aan tafel voorkomen, bijvoorbeeld over een speler die na lang twijfelen op een kleur past en zijn maat op die kleur speelt.

### Leids
Bij het in opmars zijnde "bieden", wordt de troefkleur echter op een andere manier bepaald. De speler links naast de deler brengt dan namelijk een bod op de door hem of haar gewenste troefkleur uit, waar vervolgens door de persoon die daarnaast zit over dat bod heen geboden kan worden. Dit bieden is overgenomen uit het Bridge.
De kleuren hebben hierbij een hiërarchische indeling in de volgorde; schoppen, harten, ruiten en klaveren (waarbij schoppen het hoogst is, eveneens zoals bij Bridge). Om over 1 schoppen heen te bieden zal men dus met minstens 2 klaveren moeten komen.
Bij het bieden van 1 verandert er niets aan de rest van het spel, maar bij het bieden van 2 gaat het aantal punten dat behaald moet worden om niet nat te gaan met 10 punten omhoog, dus van 82 naar 92 (er blijven echter wel slechts 162 punten in het spel). Voor elk hoger bod komen er dus 10 punten boven op de "nat-grens". Het bieden houdt pas op wanneer het bied-initiatief onveranderd bij de originele bieder terugkomt en er dus drie van de vier mensen gepast hebben.
Hierbij is het overigens ook van belang dat er een beloningssysteem wordt toegekend voor het hoger bieden; kortom een additioneel aantal punten kan worden verdiend als men biedt (en het ook haalt) vanaf 4 tot en met de 5 hoogte van 100 punten. De biedingen op 6 en 7 niveau met 150 punten en de biedingen op 8 en op 9 niveau worden extra beloond door een aantal van 200 punten toe te kennen.
Verder is ook van belang dat men als tegenstander nog extra punten kan verdienen door het nat spelen van de tegenstander. Dit doet men door tijdens het bieden de term 'strik' te hanteren, wat een extra puntenvoordeel van 100 punten kan opleveren voor degene die het gehaald heeft. Uiteraard kun je als tegenstander als je gestrikt bent wederom verder bieden en dat kan ook inhouden dat je een zogenaamde 'dubbele strik' van het bod maakt, waardoor degene die de partij wint 200 additionele punten kan scoren. Nieuw is het feit dat in toernooiverband degene die onterecht gestrikt of dubbele strik heeft laten zetten op een spel hiervoor gestraft zal worden; kortom als iemand een strik geeft op een spel (de zogenaamde strikker) aan zijn tegenstander en deze wordt wel behaald door de tegenstander dan zal de strikker een negatieve bonus ontvangen van 100 punten. Voor de dubbele strik gelden uiteraard dezelfde regels, maar dan dubbel.
Daarnaast wordt de speler die de laatste slag maakt met een 7 van een niet-troefkleur beloond met nog eens 200 punten extra.
Deze manier van troefkleur kiezen wordt ook wel Leids genoemd en wordt altijd gespeeld in combinatie met de Rotterdamse regels. Een vernieuwende manier van spelen (pas in gebruik sinds begin 2005, was tot nu toe vooral in opmars op middelbare scholen, maar begint nu ook op de universiteiten een succes te worden en uiteraard in Leiden zelf (middels de oprichting van de Leidsche Klaverjas Vereeniging voor Mannen (LKVVM) "de kale Nel"), die vooral onder mensen die meer diepgang in het spel willen leggen erg in trek is.
In een variant die hierop lijkt, biedt men een op hele tientallen afgerond aantal punten, 90, 100, 110, enzovoorts. De partij die het bod naar zich toe trekt, is verplicht het geboden aantal te halen én meer punten te halen dan de tegenpartij. De kleur waarop men zou willen spelen, speelt bij de bieding geen rol, als men 120 zou willen bieden, maar de rechter tegenstander heeft reeds 120 geboden, dan moet men óf 130 zeggen of passen. Deze variant leunt niet op het Bridge maar op het oudere pandoeren en wordt meestal gespeeld in combinatie met roem in de hand (zie beneden). De roem in de hand van de spelende partij kan worden afgekeurd door de tegenpartij, indien zij hogere roem in de hand heeft. Het verschil is wel, dat een tegenspeler alleen de roem kan afkeuren, als hij aan de bieding heeft meegedaan (iets anders heeft geboden dan pas) en zo zijn tegenstanders heeft gewaarschuwd (als men ver boven de 100 biedt, moet men stellig wel enige roem hebben). Deze regel is dus anders dan bij roem in de hand/kraken. Roem op tafel en stuk kunnen natuurlijk nooit worden afgekeurd.

## Puntenwaardering
De kaarten hebben een puntenwaarde die meteen ook de relatieve hoogte van de kaart bepaalt.
| Troef       | Troef | Niet-troef | Niet-troef |
| ----------- | ----- | ---------- | ---------- |
| Boer (jas)  | 20    | Aas        | 11         |
| Negen (nel) | 14    | Tien       | 10         |
| Aas         | 11    | Heer       | 4          |
| Tien        | 10    | Vrouw      | 3          |
| Heer        | 4     | Boer       | 2          |
| Vrouw       | 3     | Negen      | 0          |
| Acht        | 0     | Acht       | 0          |
| Zeven       | 0     | Zeven      | 0          |

### Extra punten
- Laatste slag: 10
- Roem (in één slag te behalen)
  - Driekaart (drie kaarten op een rij van dezelfde kleur): 20 roem
  - Vierkaart (vier kaarten op een rij van dezelfde kleur): 50 roem
  - Vier gelijke kaarten (aas, 10, H, V): 100 roem
  - Vier boeren: 200 roem
  - Stuk (vrouw en heer van troef): 20 roem
  - Bij een driekaart of vierkaart waar stuk deel van uitmaakt worden beide vormen van roem opgeteld, dus 40 of 70 roem

PitAls men alle slagen haalt met de maat terwijl men zelf troef gekozen heeft, dan is het een pit (ook wel (door)mars genoemd) en krijgt men 100 extra roem.
TegenpitAls men alle slagen haalt met de maat terwijl de tegenstanders troef hebben gekozen, dan is het een tegenpit. Men krijgt dan 162 punten. Soms, verschillend per regio, krijgt men 100 punten of meer extra.
Voor de driekaart en de vierkaart geldt de conventionele volgorde van kaartwaarden, niet de volgorde die ze in het klaverjassen hebben. Een vierkaart kan bijvoorbeeld worden gevormd door acht - negen - tien - boer van zowel troef als niet-troef.

### Nat
Wanneer degene die troefkleur heeft bepaald niet meer dan de helft van het aantal behaalde punten heeft behaald inclusief roem, dan zijn ze nat en ontvangen ze 0 punten en het andere team 162 plus het door beide partijen behaalde roem.
- Team A: 44 punten + 20 roem = 64
- Team B: 118 punten + 20 roem = 138

Wanneer Team A troefkleur heeft bepaald zijn ze nat en ontvangen dus 0 punten. Team B ontvangt deze ronde 162 punten + 40 roem, wat een totaal van 202 punten geeft.
De troef negen heet de nel. Vroeger werd ook de term jas voor de troef-boer gebruikt. Vandaar de term "klaverjassen", de hoogste kaart in het eerste spel van de wedstrijd (vroeger was klaveren de troefkleur, waarop in de eerste ronde werd gespeeld).

## Spelen van het spel
De kaarten worden in slagen uitgespeeld: te beginnen met de speler links van de gever en met de klok mee legt iedere speler een kaart op tafel. Wie de slag wint, mag met de eerste kaart van de volgende slag uitkomen.

### Troefplicht
Bij klaverjassen moet men de gevraagde kleur altijd bekennen. Heeft men geen kaarten meer in die kleur dan moet men troeven, hoewel dit in sommige varianten af kan wijken (zie hieronder). 
Deze zogenaamde troefplicht kent drie regels:
- Als er troef gevraagd wordt, moet men een troef bijspelen die hoger is dan de hoogste troef op tafel, als men kan.
- Als men niet meer kan bekennen, moet men introeven, dan wel overtroeven.
- Ondertroeven mag alléén als men geen andere kleur kaarten dan lagere troeven in handen heeft indien een slag is ingetroefd; of als er troef wordt gevraagd en men moet kleur bekennen, zonder dat men hogere troeven heeft.

#### Schematisch overzicht
De regels moeten in de volgende situaties als onderstaand nageleefd worden, en staan op volgorde van prioriteit. Hierbij betekent "anders" een niet-troefkleur.
Als er "anders" gevraagd wordt, moet men:
|   | Amsterdams                                                  | Rotterdams      |
| - | ----------------------------------------------------------- | --------------- |
| 1 | Kleur bekennen                                              | Kleur bekennen  |
| 2 | In-/overtroeven (hoeft niet indien de slag voor de maat is) | In-/overtroeven |
| 3 | Anders spelen                                               | Ondertroeven    |
| 4 | Ondertroeven                                                | Anders spelen   |

Als er troef gevraagd wordt, moet men (deze regels zijn voor Amsterdams en Rotterdams hetzelfde):
- 1 kleur bekennen en overtroeven
- 2 kleur bekennen en ondertroeven
- 3 anders spelen

## Verschil tussen Amsterdams, Utrechts en Rotterdams
Het verschil tussen Amsterdams en Rotterdams ligt in het feit dat bij Amsterdams een slag niet ingetroefd of overtroefd hoeft te worden als de hoogste kaart tot dan toe in die slag door de partner (maat) gespeeld is. In dit geval zou dus een hoge kaart van een andere kleur bijgelegd kunnen worden als men er zeker van is dat men de slag binnen heeft, of juist een heel lage, als een sein, of omdat het vrijwel zeker is dat de vierde man de slag toch zal nemen. Is de voorgespeelde kleur de troefkleur, dan moet men altijd eerst kleur bekennen en overtroeven. Kan dat niet, dan kleur bekennen en ondertroeven, ongeacht of de hoogste kaart van de partner is.
Zowel Amsterdams als Rotterdams is in de variant "Utrechts" en "willekeurig" te spelen. Bij Utrechts is degene die links (dus met de klok mee) van de gever zit verplicht om troef te maken. Bij willekeurig wordt er een troef gedraaid vanaf een stapel kaarten. Met de klok mee wordt er "pas" of "spelen" gevraagd. Bij "spelen" wordt de volgende niet meer gevraagd. Indien iedereen past, moet de speler links van de gever alsnog verplicht troef te maken (uit de overige drie kleuren). In de Rotterdam variant wordt de Utrecht-mogelijkheid ook wel "Rotterdam verplicht" genoemd. Het mooie van willekeurig is dat de speler links van de gever altijd uit moet komen. Daardoor zijn er veel tactische openingen mogelijk die bij andere varianten (diegene die troef bepaalt komt uit) niet mogelijk zijn.

## Puntentelling
In totaal zijn er 162 punten in het spel: 62 voor de troefkaarten, drie keer 30 voor de niet-troefkaarten en het behalen van de laatste slag levert nog eens 10 punten op. Het spelende paar moet meer dan de helft hiervan (> 81 punten) zien te behalen. Als er roem valt (zie verderop), wordt dit meegenomen in de telling. Als de tegenpartij meer of hetzelfde aantal punten heeft dan de spelende partij dan zijn de spelers nat en gaan alle punten, inclusief alle roem, naar de tegenpartij. Indien alle slagen bij het spelende paar belanden, heet dat een "doormars" (of "pit") en krijgen ze 100 roem extra.
Een zogenaamde "tegenmars" (of "tegenpit") is gewoon nat (beet). Soms krijgt men 100 of meer punten extra.

## Roem
Het spel wordt meestal met roem op tafel gespeeld. Roem is de aanduiding voor een opeenvolgende serie kaarten. Een driekaart in dezelfde kleur levert 20 punten op. Een vierkaart levert 50 punten op. Voor het bepalen van de volgorde geldt de standaardvolgorde A-H-V-B-10-9-8-7. Als men met roem in de hand speelt (vooral van belang bij het zogenaamde kraken) levert een vijfkaart, zeskaart of zevenkaart 100 punten op. Deze roem is dan lager dan vier gelijken (waardering in volgorde van hoogte Boer, Aas, 10, Heer, Vrouw), die ook 100 punten opleveren, met uitzondering van vier boeren (200 punten): dit is te onthouden aan het rijmpje: 'Voor vier gelijken moet een vijfkaart wijken.' Bij "roem in de hand" is het van belang te weten dat alleen het koppel met de hoogste individuele roem de roem ook daadwerkelijk krijgt. De roem wordt dan per roem bekeken, dus de hierboven genoemde volgorde, daar waar de hoogste roem zit, telt alle roem die dat koppel in de hand heeft. Het andere koppel heeft dus niets aan de roem in de hand, die roem is gewoon "verloren".
Vier gelijke kaarten (10 t/m aas) in dezelfde slag leveren 100 punten roem op. Met uitzondering van vier boeren = 200 roem. Bij vier zevens, achten en negens geldt dit dus niet. (De hoogst haalbare roem is dus vier boeren = 200 roem)
De roem telt mee als het erom gaat te bepalen of het spelende paar al dan niet nat is. Zij moeten namelijk meer dan de helft van de totale puntenopbrengst, inclusief roem, van het spel zien te veroveren. Om deze reden is het soms verstandig om roem niet te melden, als je weet dat de roem toch al naar de tegenstander zou gaan.

### Stuk
De combinatie Heer en Vrouw van troef heet stuk en levert 20 punten extra op. Het stuk is altijd geldig. Een vierkaart waarin het stuk zit, bijvoorbeeld Aas, Heer, Vrouw, Boer van troef levert dus 50 roem + 20 punten = 70 punten op. Een driekaart waarin het stuk zit, bijvoorbeeld Aas, Heer, Vrouw, Zeven van troef, levert dus 20 roem + 20 punten = 40 punten op.

## Fouten tijdens het spelen
Een speler kan op verschillende manieren een fout maken (ook verzaken genoemd). Al naargelang met het mes op tafel wordt gespeeld of niet wordt bepaald wat de sanctie is. Meestal zal het spel verloren worden verklaard, een andere sanctie is dat de verzakende partij standaard "nat" speelt (ongeacht de behaalde punten) inclusief 100 strafpunten: een totaal van 262 punten tegen bij verzaken dus.
Mogelijke fouten (let wel; afhankelijk van de klaverjasvariant):
- Er wordt geen kleur bijgelopen terwijl men die wel in de hand heeft.
- Er wordt niet getroefd terwijl men wel een troef heeft.
- Er wordt in een slag waarin troef is gevraagd een lagere troefkaart bijgelegd dan die al op tafel lag (ondertroeven), terwijl men wel een hogere troef in handen heeft.
- Er wordt in een slag die al is afgetroefd, een lagere troefkaart bijgelegd dan die al op tafel lag (ondertroeven), terwijl men óf wel een hogere troef in handen heeft óf nog kaarten van een andere kleur.

Als troef is gevraagd, moet men die bekennen, ook al kan men dan niet anders dan ondertroeven. De plicht om altijd te bekennen weegt zwaarder dan het verbod om onder te troeven.

## Een rekenvoorbeeld met roem
Stel dat de spelende partij 91 punten heeft behaald. Zonder roem zou het spel zijn gewonnen en heeft de tegenpartij de overige 71 punten. Maar als de tegenpartij 20 punten roem heeft behaald, hebben ze in totaal geen 71 maar 91 punten. De spelende partij heeft dus niet meer punten dan de tegenpartij en is nat.

## Varianten bij de puntentelling

### Roem in de hand
Dit betekent dat roem die een speler bij het begin van het spel in de hand heeft, mag worden gemeld en meetelt. De roem wordt gemeld bij het bijspelen voor de eerste slag. Wordt dit verzuimd, dan mag het nog gemeld worden tot de uitkomst voor de tweede slag, daarna echter niet meer. Een uitzondering vormt het stuk (zie onder stuk en kraken). Sommige spelers huldigen daarbij de regel dat deze roem eerst geldig wordt, als die partij een slag haalt. Meldt een partij 50 roem, maar vervolgens draait de tegenpartij een pit, dan wordt deze roem niet genoteerd, maar mag meestal meegenomen worden naar de volgende ronde. Hebben beide partijen evenveel, dan telt de hoogste combinatie. Bijvoorbeeld A (gever) meldt 50 roem, B 40 roem, C 40 roem en D ook 50 roem. A en C hebben 90 roem en B en D ook. A en D hebben beide een vierkaart en nu de gever A welke kaart aan top staat van zijn vierkaart. D kan nu zwijgen, in dat geval is de roem van B en D afgekeurd, hij kan zeggen 'ik ook', waarbij beide partijen 90 roem krijgen (men zou nog de driekaarten de doorslag kunnen laten geven, maar dan worden er te veel kaarten bekend) of zeggen dat hij ze hoger heeft. De andere manier is dat men meteen meldt hoe hoog de serie is die men heeft en de hoogste roem plus die van de maat wordt genoteerd. Bij gelijke hoogte wint de hoogste kleur (troefkleur, Schoppen, Harten, Ruiten, Klaveren) Het nadeel van deze methode is dat er meteen kaarten worden genoemd, waarbij men bij de eerste methode niet meteen weet waaruit de roem bestaat.

### Kraken
Kraken is een variant waarbij de voorhand verplicht een troefkleur kiest en speelt. Daarna mag zijn linker tegenstander passen of kraken. Past hij, dan kan zijn maat passen of kraken. Als er iemand kraakt, mag de linker tegenstander van de kraker rekraken. Past hij, dan mag zijn maat rekraken of passen. Als er gerekraakt wordt, kan de tegenpartij nog superkraken. Als er wordt gekraakt, worden alle 162 punten verdubbeld en met de eventuele roem van beide partijen  genoteerd bij de winnende partij. De partij, die het hoogst kraakt, moet meer punten halen dan de tegenpartij. Bij een rekraak worden de punten verviervoudigd en bij een superkraak verachtvoudigd. Bij een kraak staan dus (162 punten + roem) × 2 op het spel, bij een rekraak (162 punten + roem) × 4 en bij een superkraak (162 punten + roem) × 8. Het kraken, rekraken en superkraken wordt ook wel contra, re en super genoemd.
Voorbeeld: Noord maakt harten troef, West kraakt. Noord en Zuid hebben 61 punten en 40 roem = 101. Oost en West hebben geen roem; zij hebben dus ook 101 punten. Normaal zouden Noord en Zuid nat zijn, maar de tegenpartij heeft gekraakt(dubbele punten) en daarmee de verplichting op zich genomen meer punten te halen dan Noord en Zuid. Noord en Zuid hebben gewonnen en krijgen (162 + 40) × 2 = 404 punten.
Vaak wordt kraken gespeeld met roem in de hand. Men meldt de roem in de hand bij de eerste slag, het moet gemeld zijn voor de eerste kaart van de 2de slag is gespeeld. De partij met de meeste roem keurt de roem van de tegenpartij af. Als Noord en Zuid 50 + 40 roem hebben en Oost en West hebben 20 + 20 roem, dan wordt er 90 roem voor de Noord-Zuid-partij genoteerd en niets voor Oost-West. Bij gelijke roem, telt de roem met de hoogste kaart (bijvoorbeeld boer, vrouw, heer boven zeven, acht, negen).
Variant: Mocht een der spelers het geluk hebben vier boeren te bezitten en iemand anders moet maken, dan legt hij ze meteen op tafel en maakt zelf troef. De reden hierachter is dat degene met 4 boeren ten minste 200 roem + 20 voor troef Boer binnenhaalt, waarbij het onmogelijk is voor de tegenpartij om nog te winnen. Alleen als degene die sowieso moet maken 4 boeren heeft, heeft hij het voordeel om ze voorlopig te verzwijgen.
Stuk telt altijd en kan niet worden afgekeurd. Het moet dan ook als "stuk" en niet als "20" worden gemeld en mag op ieder moment van het spel gemeld worden, ten laatste als men de laatste kaart van de 2 uitspeelt, daarna niet meer, dit in tegenstelling tot andere roem.

### Schoppen dubbel
Schoppen dubbel is een variant waarin, als schoppen troef is, de punten worden verdubbeld; een Vrouw is dan bijvoorbeeld niet 3, maar 6 punten waard. Roem wordt daardoor gedegradeerd; als een spelende partij 71 punten en 40 roem heeft is men met schoppen troef in deze variant nat, omdat men dan 71 × 2 + 40 = 182 punten heeft en de tegenpartij 91 × 2 = 182 punten. 
Als men schoppen dubbel in combinatie met kraken speelt (wat meestal het geval is) levert een Schoppen superkraak dus 162 × 16 punten + roem op.

### Klaverjassen met drie personen
Iedere speler speelt voor zichzelf en heeft een eigen totaalscore. In elke ronde wordt er twee tegen een gespeeld. Aan het begin van elke ronde krijgt iedere speler tien kaarten. De twee overblijvende kaarten worden "gedekt" (omgekeerd) op de tafel gelegd. Dan wordt er met de klok mee geboden op het aantal punten dat elke speler denkt te kunnen halen. De speler links naast de degene die deelt begint met bieden. Bij het bieden kan een speler passen of hoger bieden dan het hoogst gedane bod. Als een speler eenmaal gepast heeft bij het bieden, mag hij niet meer bieden. Het bieden houdt op als twee van de drie spelers hebben gepast. Degene die het hoogst biedt, speelt alleen tegen de overige twee. Hij mag de twee gedekte kaarten pakken en legt twee kaarten weer gedekt terug, en bepaalt de troefkleur. Het spel verloopt verder zoals bij 4 spelers. De speler die alleen speelt moet minimaal het aantal geboden punten behalen (inclusief roem) om niet nat te gaan. Aan het eind van de ronde worden de punten geteld. De twee spelers die samen speelden, delen hun aantal punten. De punten worden bij de individuele totaalscore opgeteld.
Als speelvariant in deze situatie, kan van de laatste twee kaarten er één open worden gelegd, de kleur van deze kaart bepaalt welke kleur er troef is. Daarna kan (met de klok mee) elke speler bepalen of hij of zij met die kleur als troef wil spelen. Als alle spelers niet spelen (passen), wordt de tweede kaart ook open gelegd. Het is dan een kwestie van afspraak dat de eerste speler die paste moet spelen, dan wel dat alle spelers nogmaals de mogelijkheid krijgen te passen.
Ook voor de twee kaarten die over zijn is het mogelijk dat deze worden meegeteld bij de punten van de persoon die speelt. Een andere variant is dat de twee kaarten die neergelegd worden bij de eerste respectievelijk tweede slag bijgelegd worden, en hun punten dus bij degene die de slag haalt worden geteld. Roem met de bijgelegde kaarten telt niet mee.
Het is ook mogelijk dat alle spelers hun behaalde punten zelf behouden en de alleen spelende persoon simpelweg meer punten moet behalen dan de punten van de overige spelers.

### Klaverjassen met twee personen
De spelers zitten tegenover elkaar. De kaarten worden gedekt (omgekeerd, met het plaatje naar beneden) op tafel gelegd in een patroon van 4 × 4 en twee op elkaar. Iedere speler heeft dan twee rijen van vier.
Van de beide voorste rijen (het dichtst bij de beide spelers) worden de vier bovenste kaarten opgedraaid. Er wordt troef gekozen óf gedraaid en gespeeld of gepast. Als wordt gepast mag de speler een troef kiezen. Vervolgens worden de 2 × 4 bovenste kaarten van de andere rijen omgedraaid. Er liggen nu dus voor iedere speler acht kaarten gedekt met daarbovenop acht open kaarten.
De speler kiest een van zijn acht open kaarten en speelt deze. De andere speler speelt hierop ook een kaart waarbij de normale regels gelden (zie boven). Zodra een slag is gespeeld worden eventueel vrijgekomen gedekte kaarten omgedraaid en kunnen daarna gespeeld worden.
Roem wordt gemeld van de (maximaal) acht open kaarten die voor een speler op tafel liggen, afgezien van stuk (vrouw + heer van de troefkleur) die ook 'op tafel' gehaald kan worden.
De verdere puntentelling is gelijk aan normaal vierpersoons-klaverjassen.

## Seinen
Er zijn manieren om de maat te laten weten in welke kleuren men sterk is en in welke kleuren men niets heeft. Als men Amsterdams speelt en de maatslag niet hoeft in te troeven als men niet meer kan bekennen, schept dat extra mogelijkheden om informatie uit te wisselen. Door een kleine kaart van een andere kleur bij te spelen, laat een speler zijn partner weten dat hij in die kleur het aas heeft of wil dat zijn partner die kleur speelt. Speelt men echter een 10, Heer, Vrouw of Boer bij, dan wil dat zeggen: 'ik heb niets/niet veel in die kleur'. Als men echt erg sterk is in een kleur, bijvoorbeeld het bezit van Aas, 10, Heer, 8, dan seint men niet met de 8 maar met het Aas; daarmee laat een speler zijn maat weten die kleur zo te kunnen oprapen. Zijn maat zal dan ook als hij van slag gaat altijd in die kleur uitkomen, als hij die heeft. Bij het seinen van een Aas geldt natuurlijk hetzelfde als voor een 10, dat men het gevaar kan lopen, dat de linker tegenstander de slag aftroeft.

### Kleintje boer
Dit is een conventie, een afspraak tussen twee partners. Het hecht een conventionele betekenis aan de uitkomst van de eerste slag als die kaart géén troef is. Als men uitkomt met een niet-troefkleintje (7, 8 of 9) dan wil dit aan de maat zeggen: 'Maat, ik heb de Boer, probeer zo snel mogelijk aan slag te komen en kom daarna uit met een liefst roemgevoelige troef (Vrouw, 10) voor mijn Boer'. Het voordeel van deze conventie is, dat men met een troefbezit van Boer, Heer toch de nel kan vangen, als die rechts van de speler zit en zijn maat de 10 kan voorspelen. Men maakt hier gebruik van de regel dat overtroeven verplicht is en men vermijdt het risico dat een uitkomst met de Boer alleen de 7, 8 en de Vrouw oplevert. De conventie kent ook risico's; als de maat niet aan slag kan komen, omdat hij geen bijkaarten heeft, kan de tegenpartij op een gegeven moment slagen gaan introeven, waar zij eigenlijk 'geen recht op hadden' als meteen troef zou worden getrokken. Het andere risico is dat als men de Boer niet heeft en niet meteen troef wil trekken men moet uitkomen met een plaatje in een niet troefkleur (Aas, 10, Heer, Vrouw of Boer) en er een 'gevaarlijke hand'-situatie ontstaat.

### Kleintje boer, kleintje terug
Optie voor de maat van de troefmaker, indien deze alleen een kale troef nel heeft. Dit is een optie, die niet regelmatig voorkomt, maar wanneer de mogelijkheid zich voordoet, heel effectief kan zijn. Identiek aan het kleintje boer, komt de troefmaker uit met een niet-troefkleintje (7, 8 of 9). Wanneer de maat nu aan slag komt, komt hij niet zoals het traditionele kleintje boer terug met een troef, maar komt hij met een ander niet-troefkleintje uit. Hiermee zegt hij tegen zijn maat: 'Maat, ik heb de kale nel, probeer opnieuw aan slag te komen en kom een troefkaart (niet de boer) uit. Met behulp van deze methode kan de troefmaker met zijn boer baas blijven en kunnen derhalve twee zekere slagen worden binnengehaald.

### Boer over Boer
Bij het boer over boer seinen komt men uit met een boer, maar niet van troef. Dit betekent dat hij de troefboer heeft en verder geen sterke troefkaarten (aas, negen of tien), maar slechts twee of drie kleine troeven. De maat moet hetzelfde doen als met kleintje boer en er zijn ook dezelfde risico's aan verbonden.

### Gevaarlijke hand
Een gevaarlijke hand-situatie is eigenlijk een omgekeerd Kleintje boer. Als de speler de boer heeft ontkend met een plaatje in een andere kleur of als de tegenstander achter de speler heeft gekraakt, kan men vermoeden dat hij de Boer heeft. Dan wordt de tegenstander die vóór (rechts) van de speler zit de gevaarlijke hand. Hij kan als hij aan slag komt er op speculeren dat zijn maat de Boer heeft (50% kans) en de speler allicht de nel. Als hij dan de troef 10 speelt en er valt B-10-9-X dan heeft de verdediging al 44 punten +20 roem en heeft een goede zet gedaan om de spelende partij nat te krijgen. Heeft de maat van de speler de Boer, dan hoeft dat ook geen ramp te zijn, dan heeft men alleen 20 roem weggegeven.

### Tegenkleur seinen
Bij tegenkleur sein je met een kaart, terwijl je eigenlijk de tegenkleur van zwart of rood wilt hebben. Als je harten seint, wil je ruiten hebben en als je klaver seint wil je schoppen hebben. Het voordeel van het tegenkleur seinen is dat je lange kaart lang blijft en je hebt meer kans om een pit te spelen omdat je dan nog een kaart van de vrije lange kleur kan spelen en zo een extra slag kan maken.

## Internationaal
Ook in Frankrijk, Bulgarije, Kroatië, Zwitserland en elders worden nauw aan klaverjassen verwante spelen gespeeld. In Frankrijk speelt men belot. De regels hiervan zijn praktisch dezelfde als Amsterdams klaverjassen, maar men speelt zonder roem op tafel; daarentegen krijgt degene die troefheer en -vrouw in de hand heeft twintig roem. Ook het bieden is anders: elke speler krijgt aan het begin vijf kaarten gedeeld en een kaart wordt open gelegd. Er volgen twee biedronden: eerst op de kleur van de open kaart, vervolgens op een andere kleur naar keuze. Als een speler aanneemt wordt verder gespeeld, zo niet dan wordt er opnieuw gedeeld door de volgende gever.
In Zwitserland is klaverjassen heel populair; lastig is wel dat daar andere speelkaarten worden gebruikt dan de 'Franse' die vrijwel overal elders gebruikt worden. In plaats van harten, ruiten, klaveren en schoppen worden daar bellen, schilden, bloemen of bladeren en noten (eikels) gebruikt. Ook spelen ze niet met 32 maar met 36 kaarten. Er is daar een klaverjasvariant waar de spelers niet spelen om de meeste punten in een hand te halen maar om als duo het aantal punten te halen dat ze na het delen voorspellen.
In de Vlaamse Kempen worden zettersprijskampen georganiseerd.